# Martín Emir Heredia
Martin Emir Heredia es un jugador español y argentino de rugby que militó en su última temporada en las filas del Racing Club Cubzagais, Burdeos (Francia). Aunque es habitual verle jugar de centro, también puede ocupar las demarcaciones de zaguero y apertura en donde él mismo afirma sentirse más cómodo.
Su carrera deportiva comenzó a la temprana edad de seis años cuando comenzó a jugar en el Círculo Universitario de Quilmes (C.U.Q.) en donde por entonces jugaba su padre, Emir Heredia el cual ejerce de entrenador de rugby en España.
En España, el Universidad de Málaga vio dar los primeros pasos de la carrera de Martin, en concreto la División de Honor B. En 2008 disputó la temporada con Alcobendas Rugby, club en el que se le tiene mucho aprecio. Sin embargo, allí no consiguió mantener la categoría con el equipo pues este descendió en la última jornada en un agónico final contra Ordizia R.E. Al finalizar la temporada, Martin sigue los pasos de su padre, que se marcha a Jaén a hacerse cargo del club de la ciudad. 
En el verano de 2009, Martin Heredia entra a formar parte de la franquicia sevillana de la Liga Superibérica de los Cartujanos en donde llegó a anotar dos ensayos en un mismo partido. A finales de ese mismo verano se especuló con la posibilidad de que recalase en las filas del CRC Madrid pero problemas con su ficha federativa dieron al traste con la operación y Martin terminó fichando por el Costa del Sol R.C de regional andaluza en donde jugó durante 2 temporadas, hasta que finalmente fichó con el club madrileño para competir en la temporada 2010. Este fichaje solo se pactó hasta diciembre, ya que el jugador se marchaba a vivir a Fiji para prepararse en la disciplina de rugby 7.
Internacionalmente, Martin ha sido un fijo en los últimos tiempos en las convocatorias de la Selección nacional de Rugby a siete debido a sus grandes cualidades para esta modalidad de rugby. Más escaso es sin embargo su recorrido con la Selección absoluta, en donde debutó frente a la Selección de Rusia en Madrid el 13 de febrero de 2010 (derrota 20-38). Sin embargo, fue clave en el partido disputado en Heidelberg frente a la Selección de Alemania en donde sus dos ensayos permitieron a España mantener la categoría en el Campeonato de Europa FIRA-AER. Durante el 6 Naciones B de 2011, ha jugado 1 partido como capitán y ha logrado marcar 20 puntos en el partido contra Portugal, con una victoria por 25 - 10. Su último partido antes de partir hacia Fiji fue un Test Match ante Uruguay, en el cual actuó también como capitán, y donde el combinado español venció por un ajustado 16 - 13.
También participó en 2014 con el seleccionado español a XV en el Test Match celebrado en Madrid frente a la mundialista Japón donde protagonizó un espectacular bloqueo de transformación.
En 2015 vuelve a participar en el 6 Naciones B y logra nuevamente anotar dos ensayos frente a Rusia en el primer partido del torneo. 
Durante esa temporada participaría también en los partidos frente a Rumania y Georgia pero luego seguiría la temporada con el equipo a 7 ya que jugaría la clasificación para el circuito mundial en Hong Kong.